# Chloridium paucisporum
Chloridium paucisporum är en svampart som beskrevs av C.J.K. Wang & H.E. Wilcox 1986. Chloridium paucisporum ingår i släktet Chloridium och familjen Chaetosphaeriaceae.   Inga underarter finns listade i Catalogue of Life.